# Лісоруби
«Лісоруби» («Girių kirtėjai») — радянський телефільм 1982 року, знятий режисером Мамертасом Карклялісом на Литовському телебаченні.

## Сюжет
Фільм поставлений за твором литовського письменника В. Римкявічюса та розповідає про будні лісорубів, які шукають втіху у горілці, що стає причиною багатьох бід та нещасть. Але у старих лісорубів своя філософія та свій погляд на життя.

## У ролях
- Леонардас Зельчюс — Пльопліс
- Антанас Шурна — головна роль
- Юозас Мешкаускас — Межіс
- Ідалія Крікщонайтіте — роль другого плану
- Егле Габренайте — роль другого плану
- Вітаутас Румшас — роль другого плану
- Юозас Кіселюс — Повілас
- Робертас Зімбліс — роль другого плану

## Знімальна група
- Режисер — Мамертас Каркляліс
- Оператор — Зігмас Гружинскас
- Композитор — Бронісловас-Вайдутіс Кутавічюс
- Художник — Альгірдас Шекштяле